# إحسان بن عباس بافقيه
إحسان بن عباس بن حمزة بافقيه (ولد عام 1973م، جدة) اقتصادي ومصرفي سعودي، شغل العديد من المناصب منها: منصب محافظ الهيئة العامة لعقارات الدولة بالمملكة العربية السعودية من 27 ديسمبر 2018 إلى 5 مارس 2023. كما عين رئيساً لمجلس إدارة شركة البلاد المالية من 16 أبريل 2023. حاصل على بكالوريوس في العلوم من كلية وستمنستر [الإنجليزية] بمدينة سولت لايك سيتي بولاية يوتا الأمريكية، تقلد العديد من المناصب القيادية في القطاعات المصرفية والاستثمارية. حاصل على جائزة أفضل مدير مالي (CFO) في الشرق الأوسط للقطاع الحكومي لعام 2010.

## التعليم
- بكالوريوس في العلوم من كلية وستمنستر [الإنجليزية] بمدينة سولت لايك سيتي بولاية يوتا الأمريكية.
- مدير ثروات معتمد من مؤسسة النقد العربي السعودي.
- حضر العديد من الدورات الاحترافية المتقدمة في مؤسسات رائدة مثل المعهد الدولي للتنمية الإدارية (IMD) بسويسرا والأكاديمية الألمانية اللوجستية.

## الحياة العمليّة
- محافظ الهيئة العامة لعقارات الدولة وعضو مجلس الإدارة واللجنة التنفيذية -  من 27 ديسمبر 2018 إلى 5 مارس 2023.[2][3][4][5][6][7][8]

1. ساهم في وضع إستراتيجية الهيئة العامة لعقارات الدولة وأهدافها ومبادراتها وتوجهاتها الإقتصادية.[9]
2. عمل على تأسيس الأمانة العامة للجان النظر في طلبات تملك العقارات (إحكام) التابعة للهيئة العامة لعقارات الدولة.[10]
3. شارك في وضع حلول عقارية (الصك الشامل) لمعالجة بعض المشاريع التنموية مثل: جبل عمر، طريق أم القرى بمكة المكرمة، أحياء مكة القديمة مثل النكاسه وغيرها.
4. ساهم في بناء أول نموذج لصندوق ريت لعقارات الدولة.[11]

- الرئيس التنفيذي لشركة محمد إبراهيم السبيعي وأولاده للاستثمار (ماسك)2011-2019م ،  ومن أبرز إنجازاته:[12]

1. تحويل الشركة من عائلية إلى شركة مؤسساتية تضمن الاستدامة، وفق أسس إدارة محترفة تقوم على الجودة والكفاءة ومؤشرات الأداء.
2. بناء استراتيجيات الاستثمار داخل وخارج المملكة مما أسهم في زيادة حجم الاستثمارات وارتفاع قيمة الأصول.
3. تملك وتطوير مشروع عقاري بقيمة 12 مليارات ريال في مكة المكرمة (ذاخر).
4. تأسيس شراكة إستراتيجية بين ماسك وصندوق أرامكو التقاعدي بمبلغ يفوق الـ 1.5 مليار ريال لإنشاء سكن حقل الفاضلي.
5. تأسيس شركة لوجستية مع وضع ماسك اللوجستية خطة لطرحها في السوق المالي.

- تولى مناصب قيادية في  ي الفترة 1995م - 2009م  عدد من المؤسسات المصرفية العملاقة مثل إتش إس بي سي العربية السعودية والبنك الأهلي التجاري وتمثيل هذه الكيانات لدى لجنة الصناديق الاستثمارية بالبنك المركزي السعودي.
- ممثل البنك الأهلي التجاري والبنك السعودي البريطاني، في لجنة منتجات الاستثمار في البنك المركزي السعودي.
- حاصل على جائزة أفضل مدير مالي (CFO) في الشرق الأوسط للقطاع الحكومي لعام 2010م.
- عُين رئيساً تنفيذياً مالياً لهيئة المدن الصناعية 2009 - 2011م -  وخلال عمله قام بالتالي:[13]

1. ساعد في تسريع عملية تحقيق الإيرادات لتفوق 40% خلال عامين ونصف العام.[14]
2. تطوير مصادر إيرادات مبتكرة وخلق الشراكات بين القطاعين العام والخاص.
3. ساهم في زيادة حجم الأراضي الصناعية بما يفوق 100%.

## العضويات الحالية والسابقة
1. رئيس مجلس إدارة شركة البلاد المالية – منذ 2023- 16 أبريل  .
2. رئيس مجلس إدارة و عضو مؤسس -شركة التطوير التقني للاستثمار
3. عضو مجلس إدارة الهيئة العامة لعقارات الدولة سابقا.[5][15][16]
4. عضو مجلس إدارة (مدينة مسك)، إحدى شركات مسك الخيرية.
5. عضو اللجنة التنفيذية لمجلس صندوق الفعاليات الاستثماري.
6. عضو مجلس إدارة شركة كدانة المعنية بالبناء التابعة للهيئة الملكية لتطوير مكة المكرمة .
7. عضو اللجنة الاستشارية – هيئة تطوير منطقة عسير .
8. عضو مجلس إدارة – شركة المقر للتطوير والتنمية التابعة لأمانة المدينة المنورة
9. عضو مجلس إدارة – أكاديمية المدينة المنورة العالمية (مداك)
10. عضو لجنة العقار – شركة سدكو القابضة .
11. عضو مجلس إدارة الهيئة العامة للعقار.
12. رئيس مجلس إدارة شركة حقل الفضلي للإسكان.
13. نائب رئيس مجلس إدارة شركة ماسك اللوجستية.
14. عضو مجلس إدارة شركة ولاية للاستثمار التابعة للهيئة العامة للولاية على أموال القاصرين ومن في حكمهم.
15. عضو لجنة الاستثمار في الهيئة السعودية للتخصصات الصحية.
16. عضو لجنة الاستثمار في مؤسسة الملك عبد العزيز ورجاله للموهبة والإبداع.
17. عضو مجلس إدارة صناديق (HSBC) العربية السعودية المحدودة.
18. عضو مجلس إدارة شركة مجموعة عبد اللطيف العيسى القابضة.
19. عضو مجلس إدارة شركة ذاخر للاستثمارات العقارية.
20. عضو نشط في مجلس الأعمال السعودي الأمريكي.
21. عضو مجلس الأعمال السعودي السنغافوري.
22. عضو مجلس إدارة شركة البلاد المالية.
23. عضو لجنة المراجعة لشركة تبوك الزراعية.
24. عضو لجنة الاستثمار في الهيئة الملكية لمدينة مكة المكرمة والمشاعر المقدسة 2020م حتى تاريخه.
25. عضو اللجنة المركزية لحصر القياس وإثبات أصول والتزامات الجهات الحكومية - وزارة المالية 2020م حتى تاريخه.
26. عضو مجلس إدارة وعضو لجنة الترشيحات ورئيس لجنة المراجعة وعضو لجنة الائتمان بصندوق التنمية السياحي 2020م حتى تاريخه.[17][18][19]

## وصلات خارجية
- محافظ الهيئة العامة لعقارات الدولة في السعودية في مقابلة مع قناة سي إن بي سي عربية